# Picacho de la Virgen
El picacho de la Virgen o pico Virgen es una montaña ubicada en la Reserva Provincial Río Engaño, Departamento Languiñeo, Provincia del Chubut, Argentina. Hasta 1966 fue reclamada por Chile como montaña limítrofe. Es la fuente del río Encuentro y forma parte del cordón de las Vírgenes.

## Historia
La montaña fue parte de la disputa limítrofe del río Encuentro-Alto Palena en la que Chile la situaba como limítrofe al ser el lugar de nacimiento del río Encuentro, denominado así en la bibliografía de Hans Steffen. El cercano cerro de la Virgen es la fuente del río El Salto o Tigre. Este último río fue identificado por el ingeniero argentino, Gunnar Anfin Lange, como que fuese el río Encuentro por error en el mapa de su autoría enviado por el perito Francisco Pascasio Moreno al tribunal del laudo de 1902, sentando las bases para la disputa. La montaña es bautizada por la Comisión Chilena de Límites de 1955, el cercano cerro homónimo por Lange en la elaboración del mapa, previo a esto no existían tales denominaciones.